# Cratere Lockyer (Marte)
Lockyer è un cratere sulla superficie di Marte.
Il cratere è dedicato all'astrofisico britannico Norman Lockyer.